# 席拉山脊

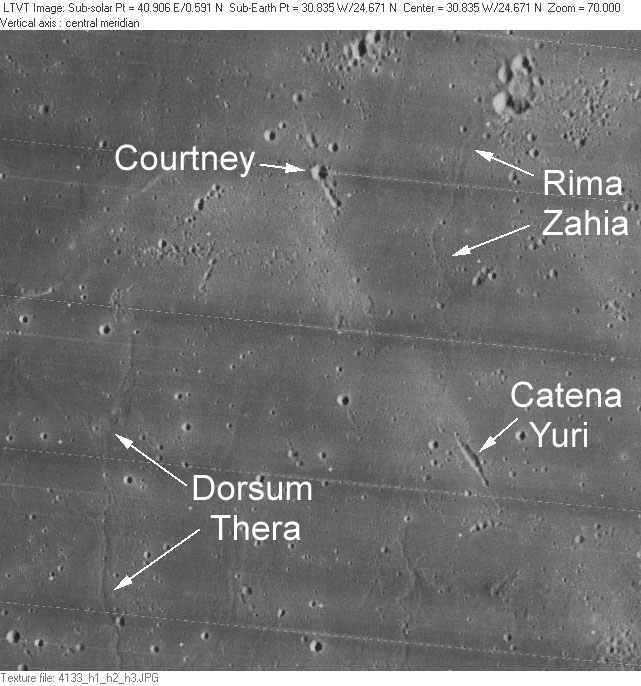
席拉山脊及周边，月球轨道器4号拍摄

席拉山脊（Dorsum Thera）是月球雨海中的一列皱岭，其中心月面坐标为24°24′N 31°24′W / 24.4°N 31.4°W，全长7公里，该特征以希腊女性常用名席拉（Thera）称呼，但并不特指任何具体之人，它发现于1976年并在法国格勒诺布尔召开的国际天文联合会大会上与其它众多月球地名一道被正式批准接受。